# Portada/article desembre 21

## Leptictidium
Leptictidium és un gènere extint de petits mamífers de la família dels pseudorrincociònids que visqueren a Europa durant l'Eocè, fa entre 33,9 i 48,6 milions d'anys. Morfològicament, destaca per la seva inusual combinació de caràcters típics dels euteris primitius amb adaptacions molt especialitzades, incloent-hi potes posteriors molt llargues en relació amb les anteriors. Es tracta d'un dels pocs mamífers bípedes, tot i que encara es debat si es desplaçava corrent o saltant.
Tenia una dieta molt variada que incloïa insectes, petits vertebrats i, possiblement, plantes. Representa una de les primeres branques que se separaren dels euteris basals i aparegué a principis de l'estatge faunístic Bartonià. El seu registre fòssil, que inclou diversos espècimens molt ben conservats, indica que esdevingué força comú a Europa i, amb el pas del temps, anà produint espècies cada vegada més grosses. Tanmateix, s'extingí fa aproximadament 35 milions d'anys sense deixar descendència, probablement a causa del fet que havia evolucionat per viure a les selves pluvials que cobrien gran part d'Europa durant l'Eocè i fou incapaç d'adaptar-se a les planes obertes de l'Oligocè.
1. 1 2  Storch i Lister, 1985, p. 4.